# Pseudagris aterrima
Pseudagris aterrima är en stekelart som först beskrevs av Maidl 1914.  Pseudagris aterrima ingår i släktet Pseudagris och familjen Eumenidae. Inga underarter finns listade i Catalogue of Life.